# فیلیپ بروملی
فیلیپ هری بروملی (زاده ۳۰ ژوئیه ۱۹۳۰ - درگذشته ۲۱ فوریه ۲۰۰۷) یک بازیکن کریکت انگلیسی بود که بین سال‌های ۱۹۴۷ تا ۱۹۵۶ برای وارویک شایر کریکت درجه یک بازی کرد. او در استراتفورد آپون آون، وارویک شایر به دنیا آمد و در وارویک درگذشت.

## زندگی‌نامه
از سال ۱۹۵۲ تا ۱۹۵۴ او به استثنای چند مورد در حدود نیمی از مسابقات وارویک شایر بازی کرد، در مقابل اسکس در سال ۱۹۵۲، او ۱۲۱ گل به ثمر رساند، اما این تنها دست‌آورد او بود و در کل فصل ۱۹۵۲ میانگین ضربات او فقط ۲۱٫۸۸ بود. در بازی سال ۱۹۵۳ با ووسسترشر، او پنج ویکت اینینگ دوم برای ۶۱ ران گرفت، که تنها بازگشت او با پنج ویکت در یک اینینگ بود. اما در همان مسابقه تعویض شد، او با آف بریک‌های برت ولتون از صحنه خارج شد و از تیم کنار گذاشته شد.
بروملی بعد از فصل ۱۹۵۴ کریکت را ترک کرد، اگرچه او بدون موفقیت برای یک مسابقه در سال ۱۹۵۶ بازگشت او تا سال ۱۹۶۸ به‌طور متناوب برای تیم دوم Warwickshire در مسابقات قهرمانی مناطق کوچک و قهرمانی دوم یازده بازی نمود